# Andrew Cumming
Andrew Cumming (* um 1982 im Council Area Fife) ist ein schottischer Filmregisseur.

## Leben
Andrew Cumming wurde um das Jahr 1982 im Council Area Fife in Schottland geboren und wuchs dort in Leven auf. Er besuchte die Kunsthochschule in Dundee und machte dort seinen Abschluss in Animation. Mit 21 Jahren beschloss Cumming, Regisseur zu werden. Er arbeitete als DJ, gründete 2006 mit einem guten Freund von der Kunsthochschule ein Medienunternehmen, das Unternehmensfilme, Websites, Branding und Printmedien machte und schrieb auch ein paar Theaterstücke. Während er weiterhin selbst finanzierte Kurzfilme drehte, bewarb er sich mehrere Male an der National Film and Television School in London, bis er im Jahr 2010 dort aufgenommen wurde. Sein Abschlussfilm Radiance an der NFTS, wo er Regie auf Master studierte, wurde bei den BAFTA Scotland New Talent Awards als bester Film nominiert.
Sein Spielfilmdebüt, der Horrorfilm The Origin, feierte Anfang Oktober 2022 beim London Film Festival seine Premiere. Das Drehbuch für The Origin, den er als „paläolithischen Horrorfilm“ bezeichnet, schrieb Cumming gemeinsam mit Ruth Greenberg und Oliver Kassman. Die Aufnahmen entstanden im Herbst 2020 fünf Wochen lang in den schottischen Highlands. Die Schauspieler, zu denen Chuku Modu, Kit Young, Iola Evans und die Newcomerin Safia Oakley-Green gehören, sprechen in dem Film „Tola“, eine fiktive prähistorische Sprache.
Im Jahr 2021 wurde Cumming von Screen Daily zu einem der „Stars of Tomorrow“ bestimmt. Im Rahmen der British Independent Film Awards 2022 erhielt er für The Origin eine Nominierung für den Douglas Hickox Award.

## Filmografie
- 2013: Radiance (Kurzfilm)
- 2016–2017: River City (Fernsehserie, 11 Folgen)
- 2018: Clique (Fernsehserie, 3 Folgen)
- 2022: The Origin

## Auszeichnungen
British Independent Film Award
- 2022: Nominierung für das Beste Regiedebüt (The Origin)

Dewar Arts Award
- 2010: Auszeichnung in der Kategorie Filmregie[1]

Sitges Film Festival
- 2022: Nominierung im Oficial Fantàstic Competition (The Origin)[4]